# Johann Adam Goez
Johann Adam Goez (auch: Goetz, Götz, Göz) (* 17. Oktober 1755 in Nürnberg; † 18. Januar 1840 in Nürnberg)  war ein deutscher Klassischer Philologe, Lehrer und Rektor.

## Leben
Er wurde als Sohn des Magister Andreas Goez (* 23. November 1698 in Nürnberg; † 20. April 1780) geboren, der an der Lateinschule St. Sebald in Nürnberg tätig war. Sein Vater unterrichtete ihn bereits früh in lateinischer und griechischer Sprache.
1774 begann er an die Universität Altdorf ein Theologie-Studium und beendete dieses 1778. Nach seiner Rückkehr wurde er Lehrer an der Lateinschule, an der auch sein Vater in Nürnberg tätig war. Johann Adam Goez wurde 1800 Rektor der Schule. Als Nürnberg 1808 an die Krone Bayerns überging, berief ihn die neue Regierung als Professor der Mittelklasse an die Obere Schule in Nürnberg. 1808 wurde Georg Wilhelm Friedrich Hegel Rektor dieses Gymnasiums, der die Schule bis zu seinem Weggang 1816 reformierte. Nach dem Weggang von Georg Wilhelm Friedrich Hegel nach Heidelberg folgte ihm Johann Adam Goez als Nachfolger im Amt des Rektors. 1822 wurde er bereits aus gesundheitlichen Gründen von seinem Amt entbunden.
Bis zu seinem Tod beschäftigte er sich mit literarischen Tätigkeiten und verfasste diverse Werke.

## Veröffentlichungen (Auswahl)
- Johann Balbach; Johann Adam Goez: Ueber Scheiden und Wiedersehn: Einige abgerissene Säze Bei Gözens Abschied: überreicht von der teutschen Privatgeselschaft in Altdorf. Balbach, Link, v. Praun, Klenk, Marperger den 21. September, 1780.  Altdorf 1780.
- Martianus Mineus Felix Capella; Johann Adam Goez: Martiani Minei Felicis Capellæ De nuptiis Philologiæ et Mercurii libri duo. Recensuit varietate lectionis et animadversionibus illustravit Ioann. Adam Goez. Norimbergæ 1794.
- Justinus, der Märtyrer; Johann Adam Goez: Justinus des Märtyrers zweite Apologie und Beweis der Alleinherrschaft Gottes Griechisch und teutsch mit erläuternden Anmerkungen; nebst einem Anhange über das Leben, die Schriften und Lehren dieses Kirchenvaters. Nürnberg Altdorf Monath u. Kussler 1796
- Iustinus, Martyr.; Johann Adam Goez: Zweite Apologie. Nürnberg 1796.
- Johann Philipp Siebenkees; Johann Adam Goez: Anecdota graeca e praestantissimis italicarum bibliothecarum codicibus. Norimberga : Stein, 1798
- Johann Adam Goez; Georg Wolfgang Panzer: Ueber den Geist und die Zeichen der Zeit in der Philosophie aus der Geschichte der Literatur; bey der funfzigjährigen Amtsfeyer des Hochwürdigen Herrn D. Georg Wolfgang Panzer, Schaffers bey St. Sebald und des Pegnesischen Blumenordens Vorstehers. Nürnberg 1802
- Johann Wülfer; Johann Adam Goez, Philologe: Hellas an die Teutschen: ein Jammerschrey um Hülfe; im griechischen Hexametern - He nyn Hellas. Nürnberg, 1822.
- Geschichtlich-literarischer Überblick über Luthers Vorschule, Meisterschaft und vollendete Reife in der Dolmetschung der heiligen Schrift und über die Dolmetschungen seiner Zeitgenossen. Nürnberg ; Altdorf : Monath & Kussler, 1824.
- Johann Adam Goez; Valentin Karl Veillodter: Über Valent. Karl Veillodter, Doctor der Theologie, K.B. Decan der Diöcese Nürnberg, Hauptprediger bei St. Sebald und Districts-Schulen-Inspector (geb. d. 10. März 1769, gest. d. 9. April 1828). Nürnberg Bauer u. Raspe 1829
- Hans Sachs; Johann Adam Goez: Eine Auswahl für Freunde der ältern vaterländischen Dichtkunst Bändchen. Nürnberg Bauer & Raspe 1829
- Ueber den mythisch-symbolischen Jesus Christus und sein antiquirtes Evanglium als eine Zeiterscheinung in der ersten Hälfte des neunzehnten Jahrhunderts. Ein Sendschreiben an Herrn Professor Daumer zu Nürnberg. Nürnberg, 1832.
- Über Herrn Bützelbergers Gründe der freywilligen Niederlegung seines geistlichen Amtes. Nürnberg, 1839.